# A kéz ujjperccsontjai

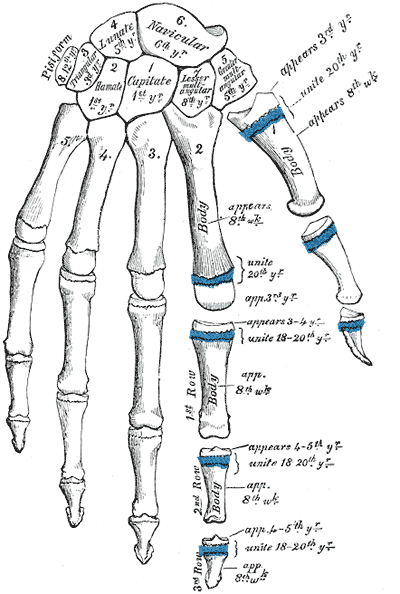
A kéz ujjpercei

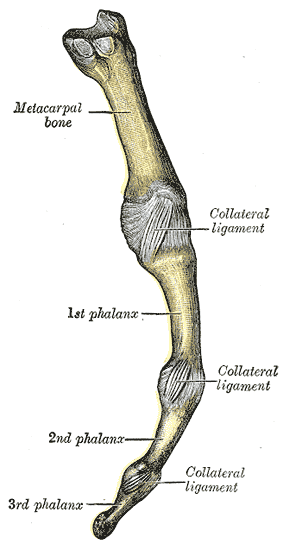
Az ujjperccsontok közötti ízületek láthatók

Az ujjperccsontok (ossa digitorum manus) a kézközépcsontokhoz (os metacarpale) illeszkednek tojásízülettel, egymáshoz pedig csukló ízülettel (nem azonos a csuklóval) kapcsolódnak, ezek teszik lehetővé az ujjak mozgékonyságát. Kezenként 14 darab ujjperccsont van. A hüvelykujjon csak 2 darab van, a többin 3.

## Elnevezésük
A kézközépcsonthoz közelebbi a közelebbi vagy felső ujjperccsont (phalanx proximalis), ezután következik a középső ujjperccsont (phalanx media), ezután pedig a távolabbi vagy alsó ujjperccsont (phalanx distalis).
Az ujjak nevei:
- hüvelyk: pollex
- mutatóujj: index
- középső ujj: digitus medius
- gyűrűsujj: digitus anularis
- kisujj: digitus minimus seu quintus

A 2., 3., 4., 5. ujj három ujjpercből áll:
- alapperc (phalanx proximalis seu prima)
- középperc (phalanx media seu secunda)
- körömperc (phalanx distalis seu tertia)